# Arathorn
Arathorn ist ein Pagan-Metal-Projekt des Berliners Sköll, dessen Künstlername der nordischen Mythologie entlehnt ist (siehe Skalli). Der Name Arathorn hingegen geht auf eine fiktive Figur in J. R. R. Tolkiens Roman Der Herr der Ringe zurück.

## Geschichte
Die Band wurde im Sommer 1996 von A.K. und Sköll gegründet; kurz darauf stieß M. Gericke zu Arathorn. Mit einer vier Titel umfassenden Demoaufnahme konnte das Label Folter Records zu einem Vertragsabschluss mit der Band überzeugt werden. 1997 erschien ihr Debütalbum Niemals krönender als was einst war. Danach war die Band bezüglich ihrer musikalischen Ausrichtung uneinig: Sköll wollte eine stärkere folkloristische Ausrichtung, während A.K. und M. Gericke zu einem härteren Klang tendierten. Sie verließen die Band, um bei Nox Intempesta zu spielen. Nach ihrem Ausstieg war die Band über mehrere Jahre inaktiv.
Nach der erfolglosen Suche nach geeigneten Mitmusikern fällte Sköll 2003 die Entscheidung, Arathorn als Ein-Mann-Band fortzuführen; 2004 erschien eine weitere Demokassette; Folter Records zeigte abermals Interesse am neuen Material, aber durch diverse Schwierigkeiten konnte das Konzeptalbum Treue und Verrat erst im Winter 2007 fertiggestellt und 2008 veröffentlicht werden.
Sköll plant keine Auftritte, was „Arathorn von einer ‚richtigen‘ Band“ unterscheide. Er wolle, wenn er denn auftreten würde, „auch die gleiche Stimmung rüberbringen, wie sie auch auf CD zu hören ist. Mich ärgern Bands die Live ihre Musik nur ‚light‘ präsentieren. Ich war enttäuscht, als ich 1994 ENSLAVED zum ersten mal live sah. ‚Vikingligr Veldis‘ [sic!] lebt nun mal von der Elektronik. Ich könnte natürlich Gastmusiker engagieren (die Jungs von DIES ATER würden mir bestimmt unter die Arme greifen), aber ich finde meine Musik ist nicht unbedingt dafür geschaffen, live Stimmung zu machen. Selbst meine metallischen Lieder sind doch eher tragend und wohl mehr dafür geeignet, ein gutes Glas Rotwein oder ein gepflegtes Bier vor dem Kamin zu genießen. Ich denke, da gibt es andere Bands, die das Publikum eher live sehen möchte.“

## Musikstil und Texte
Die Band bezeichnet ihren Stil als „Medieval Metal“ (ohne Zusammenhang mit dem Mittelalter-Metal-Genre), da ihre Klanglandschaften neben black-metal-inspiriertem Riffing und atmosphärischen Keyboard-Passagen Folk-Elemente wie akustische Gitarren, Flöten und klaren Gesang mit mittelalterlich inspirierte Melodien und metal-untypischen Instrumenten wie dem Akkordeon kombiniert. Sköll bezieht Ideen aus dem Neofolk, klassischen Arrangements und dem Pagan Metal. Dominierend ist klarer Gesang, der mit dem von Odroerir-Sänger Stickel verglichen wurde, jedoch ohne dialektalen Einschlag, und die akustische Gitarre. „Als Gegenstück dazu“ setzt Sköll immer wieder black-metal-inspirierte, stark keyboard-lastige Passagen ein.
Auf dem Debütalbum finden sich Lieder in deutscher, englischer und rumänischer Sprache. Die Wahl der Sprache ist für Sköll vom Thema des Textes abhängig, für eine Behandlung des Nibelungenliedes als deutsches Heldenepos etwa kämen nur deutsche Texte infrage; er wolle „dieses großartige Werk ja nicht zu einer billigen Fantasy Komödie verkommen lassen“. Er versuche, „nicht nur zu ‚entertainen‘, sondern möchte dem Hörer auch was mitgeben. Die Bestätigung bekomme ich, wenn ich manche Rezensionen lese und merke, dass man die Ernsthaftigkeit meines Werkes erkannt hat und positiv bewertet, dass ich nicht diese ewigen ‚hoch die Hörner‘ Texte habe. Es ist eher ein musikalischer Geschichtsunterricht. Mir liegt unsere kulturelle Geschichte mit ihren Mythen, Heldensagen und Märchen sehr am Herzen. Sind sie doch ein Teil dessen was Deutschland, ein Land der Dichter und Denker, ausmacht. Doch leider muss ich sehen, wie viele, vor allem junge Leute davon gar nichts mehr wissen, weil es in der Schule nicht mehr gelehrt wird. Heute zählt nur noch das Neue, das Moderne. Jedoch ist dieses sehr schnell- und kurzlebig und wird so schnell verdorren wie das welke Laub im Herbst. Daher sehnen sich auch immer mehr nach etwas Beständigem und die Werte und Werke unserer Ahnen werden aus einem völlig neuen (positiven) Blickwinkel betrachtet.“ Auf Treue & Verrat sind die Texte von germanischer Mythologie und dem Nibelungenlied inspiriert. Bis auf das ältere, ursprünglich in englischer Sprache verfasste und in der endgültigen Fassung teils deutsch- und teils englischsprachige Ragnarök sind sie in Gegenwartsdeutsch gehalten.

## Diskografie
- 1996: Niemals krönender als was einst war (Demo)
- 1997: Niemals krönender als was einst war (Folter Records)
- 2004: Demo 2004 (Demo)
- 2008: Treue & Verrat (Folter Records)